# Bohuslav Brauner
Bohuslav Brauner (ur. 8 maja 1855 w Pradze, zm. 15 lutego 1935 tamże) – czeski chemik, syn polityka Františka Augusta Braunera i brat malarki Zdenki Braunerovej.

## Życiorys
W 1873 r. rozpoczął studia na Czeskim Uniwersytecie Technicznym w Pradze. Zakończył je w 1877 r. Przeczytał wówczas artykuł Mendelejewa na temat okresowego układu pierwiastków. System Mendelejewa nie został powszechnie zaakceptowany przez ówczesne środowisko naukowe, ale Brauner od razu stał się jego entuzjastą i napisał kilka artykułów, w których bronił tezy Mendelejewa. Zauważył je niemiecki chemik i fizyk Robert Bunsen i na jego zaproszenie Brauner przyjechał na Uniwersytet w Heidelbergu, gdzie spotkał Mendelejewa. Uczeni zaprzyjaźnili się i korespondowali ze sobą. Brauner odwiedził dwukrotnie Mendelejewa w Petersburgu, a w 1900 roku spotkali się w Pradze. Brauner, wraz z Nilsonem, Winklerem oraz Lecoq de Boisbaudranem, był jednym z naukowców, którzy najbardziej przyczynili się do promocji nauk Mendelejewa.
W 1880 r. Brauner przeniósł się na Uniwersytet Manchesterski na zaproszenie Henry’ego Roscoe i zajął się badaniami metali ziem rzadkich. W 1882 r. wrócił do Pragi na Uniwersytet Karola na stanowisko adiunkta chemii, a od 1897 r. profesora zwyczajnego. Był członkiem Komisji Nobla ds. Chemii. W 1922 r. został przewodniczącym Międzynarodowej Komisji ds. Oznaczania Ciężarów Atomowych Pierwiastków. Był autorem kilku ważnych podręczników chemii nieorganicznej i prawie 200 prac i artykułów naukowych.
Brauner był zapalonym sportowcem. Podczas swojego pobytu w Manchesterze zapoznał się z mało znaną wówczas w Czechach piłką nożną, a po powrocie do ojczyzny został jej promotorem.
W 1925 r. przeszedł na emeryturę. Zmarł w praskiej dzielnicy Vinohrady 15 lutego 1935 r. z powodu obustronnego zapalenia płuc. Jest pochowany w miejscowości Roztoky.